# Infecció nosocomial
Una infecció nosocomial és la que s'ha contret en algun centre sanitari. El terme "nosocomial" ve del grec clàssic nosokomeion, hospital, vocable format pels segments nosos, malaltia i komein tenir cura.
Per què una infecció pugui ser considerada nosocomial cal que no hagi existit en el moment de l'admissió del pacient al centre de salut i que s'hagi desenvolupat en un termini no major de 48 hores després de l'admissió. Tot i complir amb aquestes condicions cal considerar la plausibilitat que la malaltia i l'hospitalització no tinguin una relació causa-efecte.
En el cas de les infeccions de sala d'operacions, se les considerarà nosocomials si sobrevenen en la cicatriu quirúrgica en els 30 dies següents a la intervenció, i aquest termini es perllongarà a un any en cas que s'hagi col·locat algun material protèsic.
Un cas freqüent d'infecció nosocomial és la pneumònia nosocomial.

## Signes i símptomes
Dependran de l'agent productor de la infecció i de l'òrgan o òrgans afectats.